# Sandsten

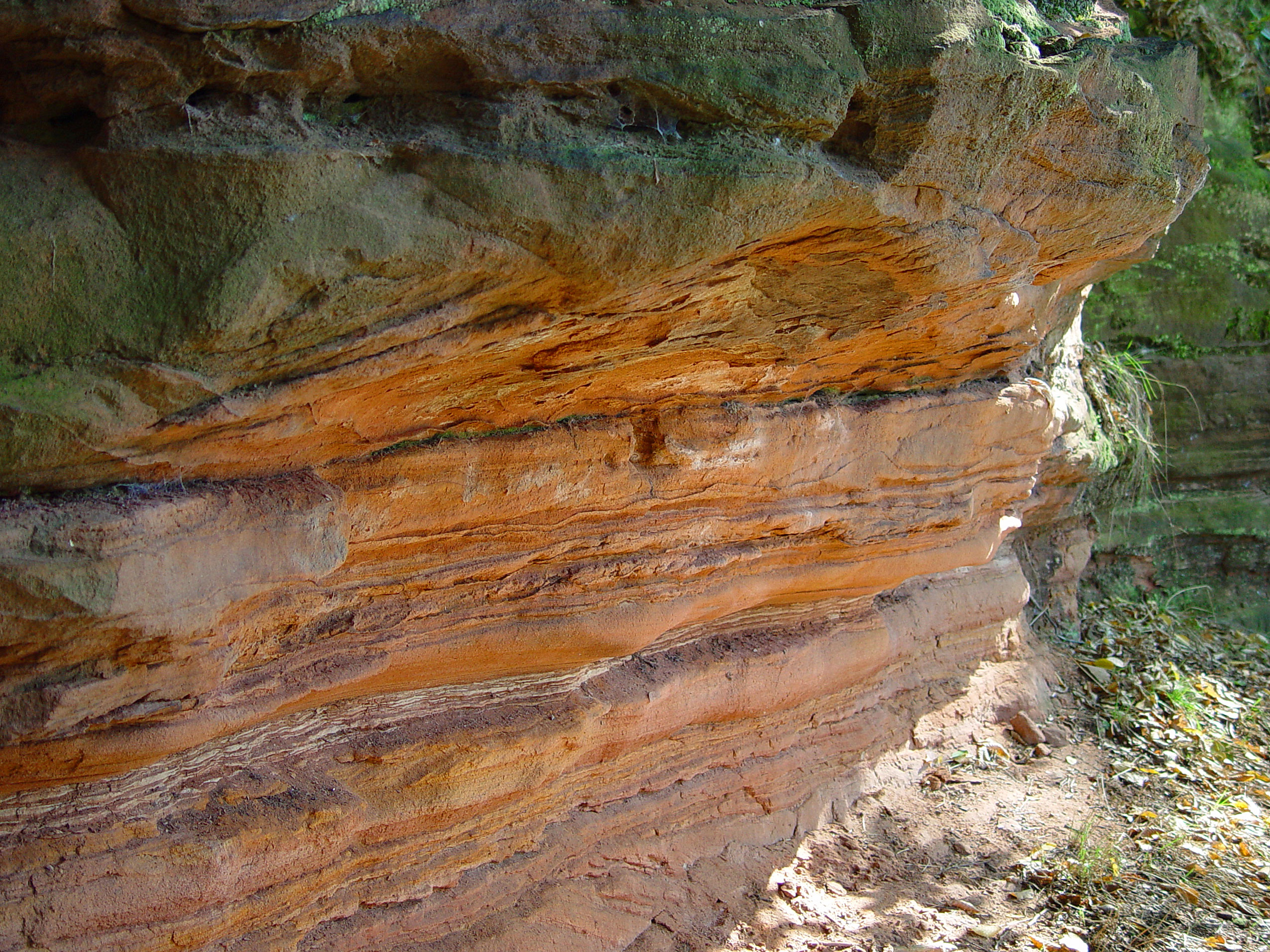
Sandstenklippa i Tyskland

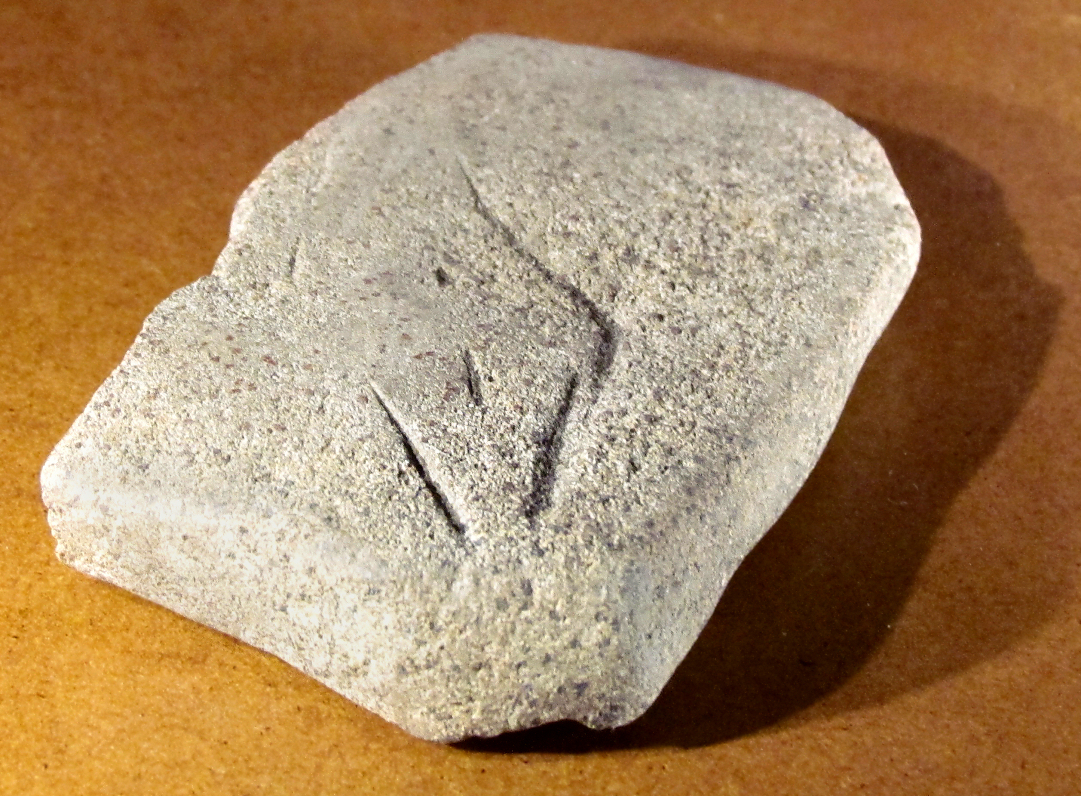
Venus från Bierden, inistning i stenarbetningsverktyg av sandsten från stenåldern

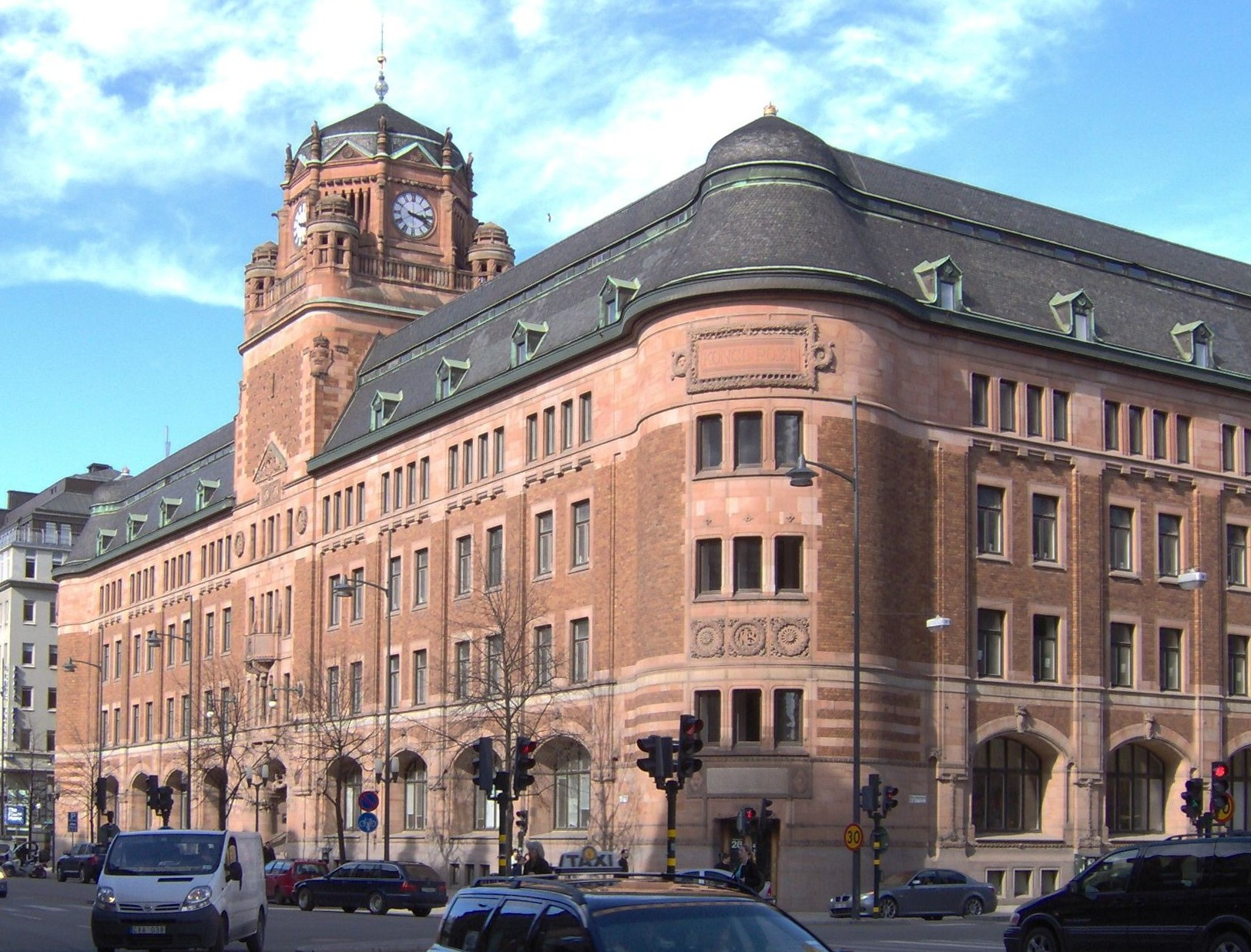
Centralposthuset i Stockholm, byggt i orsasandsten

Sandsten är en sedimentär bergart som består av sand (det vill säga "sandkorn" med storleken 0,06–2 mm). Sandkornen kittas sedan samman av matrix och cement. Sandkornen består ofta av kvarts, men beroende på avsättningsmiljö kan det också finnas en del fältspat. Matrix och cement i en sandsten kan ha olika sammansättning och sandstenen får då olika egenskaper och färg, till exempel kvarts (kvartssandsten), kalkspat (kalksandsten) eller limonit (järnsandsten). Färgen på sandsten kan därför variera, och kan variera från grå, över gul, till röd.
Sandsten bildas i olika sedimentationsmiljöer, alltifrån marina sandstränder, till flodavlagringar och på land, så kallade terrestra avlagringar.
Olika sedimentära strukturer är också vanliga i sandsten. Dessa har bildats vid avsättningen av det ursprungliga sedimentet och är ett direkt spår efter den ursprungliga avsättningsmiljön. Några vanliga strukturer och lämningar är böljeslagsmärken, korsskiktning och slumping. Det kan också finnas spårfossil.

## Användningsområden
Sandsten är en vanlig byggnadssten och används också till slipstenar, kvarnstenar och brynen.